# Запорізька телевежа
Запорізька телевежа — телекомунікаційна вежа у місті Запоріжжя, споруджена у 1959 році.

## Історія ретрансляції

### Радіо
- 1939
  - розпочало роботу обласне радіо
- 1960
  - червень - розпочав мовлення перший передавач УКХ - “Дождь-1” (“Дощ-1”)
- 1965
  - мовили 2 передавача УКХ на частотах 68,9 та 70,8 МГц
- 1973
  - замінено передавач УКХ з “Дождь-1” (“Дощ-1”) на “Дождь-2” (“Дощ-2”)
- 1995
  - 1 серпня - радіо “Ностальжі” розпочинає мовлення на 107,5 МГц (тестове - з середини липня)
  - 23 вересня - радіо “Великий Луг” розпочинає мовлення на 101,8 МГц
- 1996
  - 5 січня - радіо “Сага” розпочинає мовлення на частоті 71,45 МГц (також певний час мовлення було і на 106,2 МГц)
  - кінець літа - радіо “Алекс” розпочинає мовлення на частотах 68 МГц та 105,1 МГц
- 1997
  - вересень - радіо “Контакт” розпочинає мовлення на частоті 104,5 МГц, йде ретрансляція міксу з “Europa Plus” та місцевих врізок
  - 30 жовтня - радіо “Universe” розпочинає мовлення на частоті 100,8 МГц
- 1998
  - радіо “Контакт” розпочинає ретрансляцію радіостанції “Русское Радио Москва” замість радіостанції “Europa Plus” на частоті 104,5 МГц

на частоті 103,7 мовлять ОДТРК та радіостанція “Алекс”
місцева радіостанція “5 FM” розпочинає мовлення і часткову ретрансляцію радіостанції “Довіра FM” на частоті 105,1 МГц
- 1999
  - 14 січня - радіо “Сага” припинила мовлення на частоті 71,45 МГц, замість нього розпочинає мовлення радіо “5 FM”

радіо “Хит FM” переходить з частоти 106,2 МГц на частоту 105,1 МГц (ретранслює ТРК “Алекс”), радіостанція “5 FM”, яка ретранслює частково радіостанцію “Довіра FM”, переходить на частоту 106,2 МГц, на частоті 100,8 МГц мовить радіостанція “Новий день”
радіо “Universe” переходить з частоти 100,8 МГц на частоту 106,6 МГц, на частоті 100,8 МГц мовить радіостанція “Новий день”
- - 1 вересня - радіостанція “Довіра FM” змінює назву на “Довіра - Niko FM” на частоті 106,2 МГц
- 2000
  - 31 березня - “Наше Радіо” - розпочинає мовлення на 105,6 МГц
  - 25 квітня - радіо “Заря FM” розпочинає мовлення на 107 МГц

протягом усієї осені радіо “Ностальжі” ретранслює “Русское Радио Москва”
- 2001
  - березень - на частоті 106,2 МГц припинено ретрансляцію радіостанції “Довіра FM”, радіостанція “5 FM” веде власне мовлення
  - середина вересня - радіо “Universe” переходить на частоту 100,8 МГц
  - середина жовтня - радіо “ХІТFM Україна” розпочинає мовлення на 106,6 МГц
  - 1 грудня - замість радіо “Алекс” розпочинає мовлення радіо “Мелодія” на частоті 105,1 МГц

середина грудня - радіо “GALA” розпочинає мовлення на 100,3 МГц
- 2002
  - середина лютого - “Русское Радио Україна” розпочинає мовлення на 104,5 МГц, протягом року радіостанція встигне змінити частоту мовлення на 105,1 МГц (замість радіо “Мелодія”) та повернутися назад
  - 1 травня - радіо “Заря FM” починає ретранслювати “Доросле радіо”
  - 1 серпня - замість радіо “Мелодія” розпочинає мовлення радіо “Шансон” на частоті 105,1 МГц

середина жовтня - радіо “Ера FM” розпочинає мовлення на 102,7 МГц
- - осінь - радіостанція “Культура” припинила мовлення на частоті 69,92 МГц
- 2003
  - січень - радіо “Дніпровська хвиля” розпочинає мовлення на частоті 11980 кГц
  - 8 лютого - радіо “5 FM” припиняє мовлення на 106,2 МГц
  - 28 березня - радіо “Europa Plus Україна” розпочала мовлення на 106,2 МГц
  - 27 травня - радіо “Мелодія” розпочинає мовлення на 107,9 МГц
  - 9 липня - радіо “Virus FM” розпочинає мовлення на 103,1 МГц, ретранслює столичне радіо “Kiss FM”
  - 7 грудня - радіо “Люкс FM” розпочинає мовлення на 101,3 МГц
- 2004
  - 19 січня - радіо “Рок радіо” розпочинає технічне мовлення на 102,2 МГц, повноцінне мовлення стартує з 27 лютого
  - 1 серпня - “Авторадіо-Україна” розпочинає мовлення на 99,3 МГц
  - 2 серпня - “Русское Радио Україна” переходить на частоту 104,1 МГц, а на частоті 104,5 МГц розпочинається мовлення радіостанції “Шарманка”
- 2005
  - березень - радіо “Мелодія” розпочинає мовлення на 71,51 МГц
  - 9 червня - радіостанція “Промінь” припинила мовлення на частоті 72,29 МГц

листопад - замість радіо “Люкс FM” на 101,3 МГц розпочинається ретрансляція “Люкс FM - Схід”
- 2007
  - 1 серпня - радіо “Ретро FM” розпочинає мовлення на частоті 107,0 МГц, замість радіостанції “Доросле радіо”
- 2008
- радіостанція “Ретро FM” змінює розташування передавача з вул. А. Нахімова на вежу ОРТПЦ
  - 27 квітня - радіостанція “Місто FM” розпочинає мовлення на частоті 100,8 МГц (розклад 19:00-3:00)
  - листопад - замінено передавач на частоті 103,7 МГц. Новий передавач - “TXFM-1000-R”, вигідно відрізняється від свого лампового попередника: компактний - утричі менший за габаритами, обладнання захищене від порушень в енергопостачанні чи збоїв у роботі антенно-фідерного пристрою, протягом всього терміну експлуатації не потребує регулювальних операцій, а головне, споживає щодоби на 12 кВт/год електроенергії менше
- 2009
  - 15 квітня (?) - радіостанція “Місто FM” змінюється на радіостанцію “M-FM” на частоті 100,8 МГц
  - 15 травня - радіостанція “M-FM” змінюється на радіостанцію “Радіо РОКС Україна” на частоті 100,8 МГц
  - 1 вересня - радіостанція “Стильне Радіо “Перець FM”” розпочала мовлення на частоті 101,3 МГц замість радіостанції “Люкс FM - Схід”
  - середина вересня - замість радіостанції “Рок радіо” розпочала мовлення радіостанція “Люкс FM” на частоті 102,2 МГц
- 2010
  - середина літа - радіостанція “Universe” припинила мовлення на частоті 100,8 МГц
- 2011
  - 2 лютого - анульовано ліцензію на частоту 100,8 МГц радіостанції “Universe”
  - 29 травня - радіостанції “Мелодія” та “Стильне радіо “Перець FM”" припинили мовлення на частотах 107,9 та 101,3 МГц
  - 1 вересня - радіостанція “Радіо РОКС Україна” розпочала цілодобове мовлення на частоті 100,8 МГц
  - 18 вересня - радіостанції “Мелодія” та “Стильне радіо “Перець FM”" відновили мовлення на частотах 107,9 та 101,3 МГц
  - 1 грудня - радіостанція “M-FM” розпочала мовлення на частоті 107,9 МГц замість радіостанції “Мелодія”
- 2012
  - 1 січня - радіостанція “Радіо 24” розпочала мовлення на частоті 101,8 МГц замість радіостанції “Перше справжнє радіо “Великий Луг”"
  - 21 лютого - радіостанція “Культура” відновила мовлення на частоті 72,29 МГц
  - 9 квітня - радіостанція “Мелодія” розпочала мовлення замість радіостанції “Ностальжі” на частоті 107,5 МГц
- 2013
  - 5 листопада - радіостанція “Super Radio” відмовилась від ліцензії на частоту 71,51 МГц
  - 2014
  - 11 березня - обмін радіостанціями на частотах 104,5 та 105,1 МГц, відтепер “Шансон” на 104,5 МГц а “Улюблене радіо” на 105,1 МГц
  - 9 квітня - радіостанція “DJ FM” розпочала мовлення замість радіостанції “M-FM“на частоті 107,9 МГц
- 2015
  - 20 січня - “Європейська станція” розпочала мовлення на частоті 100,3 МГц замість радіостанції “Gala”
  - 1 лютого - радіостанція “1-ий канал НРУ” розпочала мовлення на частоті 103,7 МГц, ділить ефірний час з ОДТРК
  - 1 березня - радіостанція “1-ий канал НРУ” припинила мовлення на частоті 70,73 МГц, але майже відразу мовлення відновилось через те, що не було можливості вести мовлення на частоті 103,7 МГц

початок травня - радіостанція “1-ий канал НРУ” припинила мовлення на частоті 70,73 МГц та знову розпочала мовлення на частоті 103,7 МГц
- - 21 серпня - “Радіо Марія в Україні” розпочала мовлення на частоті 71,51 МГц (перший вихід в ефір 19-го серпня)
- 2016
  - 2 квітня - радіостанція “NRJ” розпочала мовлення замість радіостанції “Європа Плас” на частоті 106,2 МГц
  - 16 червня - радіостанція “Еммануїл” зробила тестовий вихід в ефір на частоті 69,92 МГц
  - 8 липня - радіостанція “Культура” розпочала мовлення на частоті 70,73 МГц замість частоти 72,79 МГц
  - 23 вересня - радіостанція “Еммануїл” розпочала мовлення на частоті 69,92 МГц
  - 9 листопада - “Країна FM” розпочала мовлення на частоті 100,3 МГц замість радіостанції “Європейська станція”
  - 27 грудня - ОДТРК не подовжила ліцензію на врізки на 70,73 МГц (100 Вт)
- 2017
  - 10 березня - радіостанція “Радіо 24” змінює назву на “Максимум FM” на частоті 101,8 МГц
  - 23 березня - НРКУ відмовилася від ліцензії на частоту 72,29 МГц (1 кВт), колишня частота Проміня, також мовила Культура
  - 1 липня - радіостанція “Relax FM” розпочала мовлення на частоті 107,9 МГц замість радіостанції “DJ FM”
  - 10 липня - радіостанція “Power FM” розпочала мовлення на частоті 105,1 МГц замість радіостанції “Улюблене радіо”
  - 12 жовтня - радіостанція “NRJ” припинила мовлення на частоті 106,2 МГц
- 2019
- 31 грудня - радіостанція “Армія FM” розпочала мовлення на частоті 91,2 МГц
- 2020
  - 3 березня - радіостанція “UA:Радіо “Промінь”” розпочала мовлення на частоті 106,2 МГц (офіційно 1 травня)
  - 20 травня - радіостанція “Формат” тестово вийшла в ефір на частоті 88,3 МГц
  - 14 червня - радіостанція “Формат” розпочала мовлення на частоті 88,3 МГц
  - 7 серпня - радіостанція “UA:Радіо “Культура”” розпочала мовлення на частоті 87,8 МГц
  - 20 вересня - радіостанція “UA:Радіо “Культура”” припинила мовлення на частоті 70,73 МГц (100 Вт)
- 2021
  - 16 вересня - радіостанція “UA:Радіо “Культура”” відмовилась від ліцензії на частоту 70,73 МГц (100 Вт)
  - 28 грудня - радіостанція “Jazz” розпочала мовлення на частоті 89,9 МГц
  - 31 грудня - радіостанція “П'ятниця” розпочала мовлення на частоті 94,1 МГц
- 2022
  - 5 січня - радіостанція “NRJ” розпочала мовлення на частоті 107 МГц замість радіостанції “Ретро FM”
  - 22 березня - радіостанція “Радіо БАЙРАКТАР” розпочала мовлення на частоті 104,1 МГц, замість радіостанції “Русское радио Україна”
  - 10 квітня - радіостанція “Lounge FM” розпочала мовлення на частоті 104,5 МГц замість радіостанції “Шансон” та радіостанція “NRJ” розпочала мовлення на частоті 105,1 МГц замість радіостанції “Power FM”
  - 25 квітня - радіостанція “Jazz” відновила мовлення на частоті 89,9 МГц
  - 26 квітня - радіостанція “Радіо М” розпочала мовлення на частоті 88,8 МГц
  - 3 листопада - радіостанція “Авторадіо-Україна” припинила мовлення на частоті 99,3 МГц
- 2023
  - 2 лютого - радіостанція “Класик радіо” отримала тимчасовий дозвіл на частоту 99,3 МГц, а вже 14 березня розпочала мовлення.
  - 23 лютого - радіостанція “NRJ” припинила мовлення на частоті 107 МГц
  - 8 червня - радіостанція “Novaline” отримала тимчасовий дозвіл на частоту 97,4 МГц (500 Вт), а 6 липня розпочала тестове мовлення
  - 28 вересня - радіостанція “П'ятниця” отримала дозвіл на збільшення потужності до 2 кВт на частоті 94,1 МГц, мовить зі збільшенною потужністю з 6-го грудня
  - 26 жовтня - радіостанція “NovaLine” отримала дозвіл на збільшення потужності до 2 кВт на частоті 97,4 МГц, мовить зі збільшенною потужністю з 16-го листопада
- 2024
  - 22 квітня - радіостанція “Авторадіо” розпочала мовлення на частоті 107 МГц.
  - 13 червня - радіостанція “Марія” отримала тимчасовий дозвіл на частоту 96,8 МГц (500 Вт) а вже 3 липня розпочала мовлення.
  - 26 вересня - анульовано ліцензію радіостанції “Power FM” на частоту 105.1 МГц, а 1 жовтня було припинено мовлення.
- 2025
  - 4 серпня - радіостанція "Радіо Ми Україна" розпочала мовлення на частоту 105.1 МГц.

### Телебачення
- 1957
  - початок будівництва ретранслятора на вознесенському пагорбі
- 1958
  - 12 жовтня - розпочато мовлення малопотужним передавачем ТРСА-56 на 6 ТВК (ретрансляція з Дніпра), вперше на території України задіяно 3-й діапазон. Станція ТВ-331, власне мовлення 12 год/добу протягом місяця
- 1959
  - 10 липня - вперше виходять в ефір програми Запорізької студії телебачення на 6 ТВК
  - 15 липня - завершено будівництво телевежі, а 1 серпня розпочато повноцінне мовлення
- 1961
  - Запорізька студія була підключена до системи Центрального телебачення СРСР
- 1969
  - 1 липня - розпочав мовлення телеканал “УТ” на 12 ТВК, передавач “Зона” (TESLA)
- 1979 
  - (згідно газети “Восьмидесятые” 1 січня 1982 року відразу з “ЦТ-2”)

є мовлення телеканалів “3-та програма ЦТ СРСР” та “4-та програма ЦТ СРСР” (з 1982 року “ЦТ-2”) на 10 ТВК
- 1980
  - вересень - розпочато мовлення у кольорі
- 1990
  - на 6 ТВК (5 кВт, “Зона-2” (TESLA)) мовить телеканал “ЦТ-1”, на 12 ТВК (5 кВт, “Зона” (TESLA)) - “УТ”, на 10 ТВК (100 Вт РЦТА, у планах 33 ТВК - 5 кВт) “ЦТ-2”

засновано телеканал “КІТС” (“Кабельні інформаційно-телевізійні системи”), на базі якого була згодом створена телекомпанія “ALEX” 
- 1991
- 4 листопада - телеканал “Хортиця” розпочинає мовлення на 28 ТВК, на початку ретранслює програми телеканалу “Super Channel”, тестове мовлення було з літа
- 1993

січень - на 28 та 33 (34?) ТВК є програми телеканалу “ictv” 
- 1994
  - 2 січня - телеканал “ТВ-5” розпочинає мовлення на 48 ТВК
  - жовтень - на 4 ТВК мовить телеканал “ictv”
- 1994-1996

В результаті зміни вологісного режиму утримування опорного шару фундаментів телевежі відбулася просадка її фундаментів, що призвело до її аварійного стану. Розриви були ліквідовані, але з того часу телевежа перебувала в аварійному стані
- 1995
  - 25 вересня - телеканал “Алекс” розпочинає мовлення на 22 ТВК замість телеканалу “КІТС”
- 1996
  - 20 жовтня - телеканал “Інтер” розпочав мовлення на 10 ТВК
- 1997
  - телеканал “ТВ 5” переходить на 8 ТВК
- 1998
  - побудована телевежа за адресою вул. 8-го Березня, 48, мовлять телеканали “Алекс” та “АТВ”, деякі радіостанції

телеканал “СТБ” розпочинає мовлення на 48 ТВК
- 2000
  - грудень - телеканал “АТВ” розпочинає мовлення на 26 ТВК
- 2001
  - телеканал “Хортиця” втратив ліцензію на 28 ТВК, ліцензію на 28 ТВК отримав телеканал “ТВ-5 Спорт”
  - 2002
- 15 лютого - телеканал “Хортиця” припинив мовлення на 28 ТВК
- 6 березня - телеканал “Хортиця” відновив мовлення на 2 дні на 28 ТВК

травень - телеканал “ТВ-5 спорт” розпочинає мовлення на 28 ТВК замість телеканалу “Хортиця”
- 22 липня - телеканал “АТВ” розпочинає ретрансляцію телеканала “ТЕТ” на 26 ТВК

у місті вже є мовлення телеканалу “Новий канал”
телеканал “М1” розпочинає мовлення на 52 ТВК
- 20 жовтня - телеканал “Запоріжжя” розпочав мовлення (врізки 17:00-19:00) на 12 ТВК замість 10 ТВК (було з кінця 90-х будні 13:00-15/16:00, вихідні 7:00-9:00)
- грудень - телеканал “Запоріжжя” переходить з 33 ТВК на 12 ТВК, розпочинає ретрансляцію телеканала “Тоніс” замість російського телеканалу “ТНТ”
- 2003
  - березень - дніпровський телеканал “11 канал” розпочинає мовлення на 4 ТВК, телеканал “ictv” переходить на 36 ТВК, вивільняючи 4 ТВК
  - 30 червня - телеканал “Запоріжжя” розпочав мовлення на власному 30 ТВК

1 серпня - телеканал “Запоріжжя” розпочав мовлення (врізки 12:00-14:00) на 6 ТВК замість 12 ТВК
12 листопада - телеканал “ТРК Україна” розпочинає мовлення на 40 ТВК
- 2004
  - вересень - телеканал “Запоріжжя” припинив мовлення (врізки 12:00-14:00) на 6 ТВК

телеканал “Запоріжжя” припиняє ретранслювати телеканал “Тоніс” на 30 ТВК
- - 24 грудня - телеканал “5-ий канал” розпочинає мовлення на 44 ТВК
- 2005
  - вересень - телеканал “ТВ-5 спорт” розпочинає ретрансляцію телеканала “Мегаспорт” на 28 ТВК
  - жовтень - телеканал “ТЕТ” розпочинає мовлення на 58 ТВК

телеканал “АТВ” розпочинає ретрансляцію телеканала “Тоніс”
- - грудень - телеканал “МТМ” розпочинає тестове мовлення на 60 ТВК, ретранслює телеканал “К1”, розпочато 2-й етап робіт зі зміцнення фундаменту телевежі
- 2006
  - січень - телеканал “МТМ” розпочинає повноцінне мовлення на 60 ТВК, ретранслює телеканал “ТРК Київ”, завершено 2-й етап робіт зі зміцнення фундаменту телевежі
  - вересень - телеканал “МТМ” розпочинає ретранслювати телеканал “НТН” на 60 ТВК

телеканал “Запоріжжя” розпочинає ретранслювати телеканал “УТР” на 30 ТВК
- 2008
  - лютий - телеканал “МТМ” розпочинає часткову ретрансляцію телеканалу “24 канал”
  - осінь - телеканал “МТМ” припиняє часткову ретрансляцію телеканалу “НТН”
- 2009

березень - телеканал “Запоріжжя” припинив ретранслювати телеканал “УТР” на 30 ТВК
- - 1 листопада - телеканал “Алекс” розпочав ретранслювати телеканал “НТН” на 22 ТВК
  - кінець року - телеканал “АТВ” розпочав ретранслювати телеканал “Кіно” замість телеканалу “Тоніс” на 26 ТВК
- 2010

січень - розпочато тестове мовлення 2-го цифрового мультиплексу на 35 ТВК
- - 29 березня - телеканал “Мега” розпочав мовлення замість телеканалу “Мегаспорт” на 28 ТВК
  - 30 серпня - телеканал “АТВ” розпочав ретранслювати телеканал “2+2” замість телеканалу “Кіно” на 26 ТВК
  - 1 жовтня - телеканал “НТН” розпочав мовлення замість телеканалу “Інтер” на 10 ТВК

середина жовтня - телеканал “Алекс” припинив ретранслювати телеканал “НТН” на 22 ТВК
- - 1 листопада - телеканал “Алекс” розпочав ретранслювати телеканал “К1” на 22 ТВК

16 грудня - телеканал “Сіті” розпочав мовлення на 64 ТВК за розкладом: будні 7:30-18:00, 18:30-21:00, 21:30-22:30, 23:00-7:00, вихідні 11:30-19:30, 20:30-10:30. Цей ТВК було “перенесено” з Нікополя
- - 17 грудня - телеканал “Сіті” припинив мовлення на 64 ТВК
- 2011
  - 1 січня - телеканал “Тоніс” розпочав мовлення на 64 ТВК
  - 9 вересня - розпочато тестове мовлення у форматі DVB-T2
  - 2 жовтня - телеканал “Алекс” припинив ретранслювати телеканал “К1” на 22 ТВК
- 2012
  - 21 березня - телеканал “Тоніс” отримує ліцензію на 64 ТВК
  - 2 липня - на 4 ТВК розпочато ретрансляцію телеканалу “Сіті” замість телеканалу “ТВі”
  - 4 серпня - на 4 ТВК розпочато ретрансляцію телеканалу “ПлюсПлюс” замість телеканалу “Сіті”
- 2014
  - 24 липня - телеканал “Тоніс” втратив ліцензію на 64 ТВК, ліцензія тепер належить ДП ТРК «НБМ-Запоріжжя» (задоволено судовий позов)
  - 24 листопада - телеканал “11-й канал” розпочав ретрансляцію телеканалу “QTV” замість телеканалу “ПлюсПлюс” на 4 ТВК
- 2016
  - 14 квітня - телеканал “1+1” узаконив зменшену потужність (з 5 кВт до 2,5 кВт) на 6 ТВК

7 жовтня - телеканал “МТМ” змінив назву на “Z”
- 2017
  - початок року - телеканал “Z” припинив ретранслювати телеканали “24 канал” та “Громадське Запоріжжя” на 60 ТВК
- 2018
  - 1 вересня о 10:00 - вимкнено аналогове мовлення: 10 ТВК НТН 0,1 кВт, 4 ТВК 11-й канал 0,1 кВт, 6 ТВК 1+1 2,5 кВт, 8 ТВК tv5 1 кВт, 33 ТВК Інтер 1 кВт, 36 ТВК ictv 1 кВт, 40 ТВК Україна 1 кВт, 48 ТВК СТБ 5 кВт, 44 ТВК 5-ий канал 1 кВт, 50 ТВК Новий канал 1 кВт, 52 ТВК М1 0,5 кВт, 58 ТВК ТЕТ 1 кВт.  Більшість загальнонаціональних телеканалів відмовиться від ліцензії 13 лютого 2020 року.

осінь - телеканал “ТВ-5 Спорт” розпочинає ретрансляцію телеканалу “tv5” на 28 ТВК 
- 2019
  - 10 січня - НСТУ (“UA:Перший”) відмовилась від ліцензії на 12 ТВК (5 кВт)
  - 17 січня - НСТУ відмовилась від регіональної ліцензії (“Запоріжжя”) на 30 ТВК (1 кВт)
  - 7 листопада - видано ліцензію на мовлення на місцевий МХ на 44 ТВК (10 Вт) телеканалам: Z, ПлюсПлюс.Запоріжжя, НБМ-Запоріжжя
- 2020
  - 3 січня - розпочато тестове мовлення місцевого МХ, мовить телеканал “Z”, повноцінне десь з 6 січня (guard interval 1/16, OFDM carrier 32K, code rate 5/6, constellation QPSK)
  - 9 січня - Нацрада видала ліцензію на мовлення телеканалу: “tv 5” інфо на мовлення у місцевому МХ
  - 16 січня - у зв'язку з отриманням ліцензії на місцевий МХ телеканал “ТВ-5 спорт” відмовився від  ліцензії на 28 ТВК (1 кВт) та майже відразу припинив мовлення
  - 30 січня - телеканал “2+2 Запоріжжя” відмовився від ліцензії на 26 ТВК
  - 2 лютого - телеканал “2+2 Запоріжжя” припинив мовлення на 26 ТВК (1 кВт), десь в той же час вимкнуто телеканал “Z” на 60 ТВК (100 Вт) (відмова від ліцензії 6 лютого)
  - 20 лютого - телеканал “tv5 info” розпочав тестове мовлення (в ефірі 100% мовлення телеканалу “tv5”) у місцевому МХ
  - 20 серпня - ліцензію переоформлено з ПлюсПлюс.Запоріжжя на Уніан.Запоріжжя у місцевому МХ
  - 19 листопада - розпочато мовлення телеканалу “Уніан.Запоріжжя” у місцевому МХ
  - 21 листопада - розпочато мовлення телеканалу “НБМ-Запоріжжя” (в ефірі старі записи телеканалу “5-ий канал”) у місцевому МХ
  - 27 листопада - ТРК “НБМ-Запоріжжя” припинила мовлення на 64 ТВК (в ефірі був телеканал “Прямий”), а офіційно відмовилась від ліцензії 23 грудня
- 2021
  - 9 січня - телеканал “Alex” припинив мовлення на 22 ТВК (1 кВт)
- 2022
  - березень -  відновлено мовлення на 22, 48 та 60 ТВК, Телеканал “Z” спочатку змінив назву на “3” пізніше на “МТМ” (дет. сторінка ТРК)
  - весна - телеканал “Уніан.Запоріжжя” припинив мовлення у місцевому МХ на 44 ТВК

кінець квітня - телеканал “UA:Перший” мовить на 36 ТВК
середина червня - мовлення на 48 ТВК немає
- - 22 липня - припинено мовлення телеканалу “tv5” у МХ-5 та у місцевому МХ на 44 ТВК через закон про деолігархізацію
- 2023
  - 16 січня - обстріл вежі КРРТ
  - 1 лютого - телеканал “Alex” припинив мовлення на 22 ТВК
  - 16 лютого  - телеканал “Уніан.Запоріжжя” переоформив ліцензію з місцевого МХ на 44 ТВК на МХ-5
  - 14 квітня - телеканал “UA:Перший” не мовить на 36 ТВК
  - 6 липня - телеканал “МТМ” отримав тимчасовий дозвіл на 22 ТВК замість 60 ТВК та вже 7 липня розпочав мовлення

10 липня - телеканал “МТМ” припинив мовлення на 60 ТВК (1 кВт)

## Радіомовлення
Радіостанції, що мовлять з телевежі Концерну радіомовлення, радіозв'язку та телебачення
УКХ-частоти:
- 69,92 УКХ — «Еммануїл»
- 71,51 УКХ — «Радіо Марія»

FM-частоти:
- 87.8 FM — «Радіо Культура»
- 88.3 FM —
- 88.8 FM — «Радіо М»
- 91.2 FM — «Армія FM»
- 94.1 FM — «Радіо П'ятниця»
- 96.8 FM — «Радіо Марія»
- 97.4 FM — «Novaline Radio»
- 102.7 FM — «Radio NV»
- 103.7 FM — «Українське Радіо. Запоріжжя»
- 105.1 FM — «Радіо Ми — Україна»
- 106.2 FM — «Радіо Промінь»
- 107.0 FM — «Авторадіо»

## Телевізійне мовлення

### Аналогове
- 32 - Армія TV
- 22 - МТМ

### Цифрове мовлення
- 43 - 1 мультиплекс
- 31 - 2 мультиплекс
- 49 - 3 мультиплекс
- 57 - 5 мультиплекс
- 10 - 7 мультиплекс

## Характеристика
Висота вежі становить 180 метрів. Висота над рівнем моря — 83 м. Радіус потужності покриття радіосигналом становить 55 км. Прорахунок для DVB-T2 — 160 м.